# Spectre de l'atome d'hydrogène
Pour un article plus général, voir spectre électromagnétique.

Raies du spectre de l'hydrogène selon une échelle logarithmique des longueurs d'onde.

Le spectre de l'hydrogène est l'ensemble des longueurs d'onde présentes dans la lumière que l'atome d'hydrogène est capable d'émettre.
Ce spectre d'émission est composé de longueurs d'onde discrètes dues à la désexcitation d'un électron d'un niveau haut à un niveau bas. Les valeurs sont données par la formule de Rydberg :
{\displaystyle {\frac {1}{\lambda }}=R_{\mathrm {H} }\left({\frac {1}{n_{1}^{2}}}-{\frac {1}{n_{2}^{2}}}\right)}
où :
- {\displaystyle \lambda } est la longueur d'onde dans le vide de la lumière emise par cette désexcitation ;
- {\displaystyle R_{\mathrm {H} }} est la constante de Rydberg de l'hydrogène ;
- {\displaystyle n_{1}} est le nombre quantique principal du niveau bas.
- {\displaystyle n_{2}} est le nombre quantique principale du niveau haut.

Une longueur d'onde étant nécessairement une quantitée positive, on doit alors assuer  {\displaystyle n_{2}} >{\displaystyle n_{1}}

## Interprétation

Principales séries de raies spectrales de l'atome d'hydrogène.

L'hydrogène est le premier atome de la classification périodique. Il est formé d'un proton et d'un électron. L'énergie de l'électron dans le référentiel barycentrique ne peut prendre que quelques valeurs discrètes, appelées niveaux d'énergie (voir modèle de Bohr puis orbitale atomique). Lorsque l'électron passe d'un niveau élevé à un niveau plus bas, il émet un photon dont l'énergie vaut la différence entre celles des deux niveaux. Ainsi, la longueur d’onde de la lumière émise ne peut prendre que quelques valeurs discrètes. C'est ce que l'on appelle son spectre.

## Vérifications expérimentales
- Spectre du Soleil.
- Lampe à hydrogène.
- Spectre de l'eau et de l'eau lourde.

## Table enλ
Cette table présente les longueurs d'onde mesurées. Les mesures du NIST sont parmi les plus précises et les plus complètes existantes, même si une partie des mesures a été effectuée dans le vide et une partie dans l'air.
Par ailleurs, la colonne {\displaystyle \infty } ne présente pas une valeur mesurée, mais une limite à l'infini, calculée théoriquement.
| Série n1 \ n2 {λ (nm)}                    | 2                     | 3                        | 4                        | 5                        | 6                        | 7                        | 8                     | 9                     | 10                 | 11                | 12            | 13            | {\displaystyle \infty } |
| ----------------------------------------- | --------------------- | ------------------------ | ------------------------ | ------------------------ | ------------------------ | ------------------------ | --------------------- | --------------------- | ------------------ | ----------------- | ------------- | ------------- | ----------------------- |
| Série de Lyman (n' = 1)                   | 122 121,56701 840 000 | 103 102,5728 250 000     | 97,3 97,2517 83 000      | 95,0 94,9742 33 000      | 93,8 93,7814 19 000      | 93,0751 5 600            |                       |                       |                    |                   |               |               | 91,2                    |
| Série de Balmer (n' = 2)                  |                       | 656,2720 656,279 500 000 | 486,1330 486,135 180 000 | 434,0470 434,0472 90 000 | 410,1740 410,1734 70 000 | 397,0072 397,0075 30 000 | 388,9064 70 000       | 383,5397 30 000       |                    |                   |               |               | 365                     |
| Série de Paschen (série de Bohr) (n' = 3) |                       |                          | 1 875 1 875,13 51 000    | 1 282 1 281,8072 32 000  | 1 094 1 093,817 14 000   | 1 005 1 004,98 13 000    | 955 954,62 9 000      | 923 922,97 6 500      | 902 901,53 4 800   | 887 886,289 3 600 | 875,046 2 200 | 866,502 2 200 | 820                     |
| Série de Brackett (n' = 4)                |                       |                          |                          | 4 050 4 052,279 11 000   | 2 624 2 625,871 9 000    | 2 165 2 166,1178 8 000   | 1 944                 | 1 817 1 817,921 2 800 |                    |                   |               |               | 1 458                   |
| Série de Pfund (n' = 5)                   |                       |                          |                          |                          | 7 460 7 459,90           | 4 650 4 653,78 4 200     | 3 740 3 740,576 2 500 | 3 300 3 296,98 1 800  | 3 040              |                   |               |               | 2 280                   |
| Série de Humphreys (n' = 6)               |                       |                          |                          |                          |                          | 12 400 12 387,153 340    | 7 500 7 502,44 620    | 5 910                 | 5 130 5 128,65 450 | 4 670             |               |               | 3 280                   |
| (n' = 7)                                  |                       |                          |                          |                          |                          |                          | 19 061,96 540         | 12 587,05 210         |                    |                   |               |               | ~4 400                  |
| Suivantes (n' > 7)                        | idem                  |                          |                          |                          |                          |                          |                       |                       |                    |                   |               |               |                         |

### Imprécision
À noter que les valeurs donnent un sentiment d'imprécision :
- d'une part, il existe des écarts entre les valeurs du NIST et les valeurs de la NASA ;
- d'autre part, pour le NIST, le passage de la valeur (1,2) à la valeur (2,4) ne produit pas une multiplication par quatre exacte comme la formule le prédit.

Ces petits écarts suggèrent donc soit une imprécision de la mesure, soit une imprécision de la formule de calcul.
Certains effets électromagnétiques peuvent également jouer un rôle, notamment l'effet Stark et l'effet Zeeman.

## Table en 1/λ
Cette table présente les nombres d'onde en millions par mètre, c'est-à-dire l'inverse des longueurs d'onde. Elle se calcule donc avec l'inverse des longueurs d'onde de la table précédente.
Elle fait donc apparaître les additions et soustractions fixes associées à un changement de colonne ou à un changement de ligne conformément à la formule théorique.
| Série n1 \ n2 {1/λ (1/µm)}                | 2             | 3 (+1,523)    | 4 (+0,5332)     | 5 (+0,246847)   | 6 (+0,134092)    | 7 (+0,080857) | 8 (+0,052) | 9 (+0,0359) | 10      | 11      | {\displaystyle \infty } |
| ----------------------------------------- | ------------- | ------------- | --------------- | --------------- | ---------------- | ------------- | ---------- | ----------- | ------- | ------- | ----------------------- |
| Série de Lyman (n′ = 1)                   | 8,196 8,225 9 | 9,708 9,749 2 | 10,277 10,282 6 | 10,526 10,529 1 | 10,661 10,663 09 | 10,744 01     |            |             |         |         | 10,965                  |
| Série de Balmer (n′ = 2)                  |               | 1,523         | 2,057050        | 2,303897        | 2,437989         | 2,518846      |            |             |         |         | 2,739                   |
| Série de Paschen (série de Bohr) (n′ = 3) |               |               | 0,533           | 0,780           | 0,914            | 0,995         | 1,047      | 1,083       | 1,108   | 1,127   | 1,219                   |
| Série de Brackett (n′ = 4)                |               |               |                 | 0,247           | 0,381            | 0,462         | 0,5144     | 0,5503      |         |         | 0,6858                  |
| Série de Pfund (n′ = 5) ( -0,247)         |               |               |                 |                 | 0,1340           | 0,2151        | 0,2674     | 0,303       | 0,3289  |         | 0,4386                  |
| Série de Humphreys (n′ = 6) (-0,134)      |               |               |                 |                 |                  | 0,08064       | 0,13333    | 0,16920     | 0,19493 | 0,21413 | 0,30488                 |
| (n′ = 7) (-0,080857)                      |               |               |                 |                 |                  |               | 0,05246    |             |         |         | 0,22405                 |
| Suivantes (n′ > 7)                        | idem          |               |                 |                 |                  |               |            |             |         |         |                         |